# 藤井孝男
藤井 孝男（ふじい たかお、1943年〈昭和18年〉3月14日 - ）は、日本の政治家。自由民主党岐阜県連顧問、社団法人全国治水砂防協会理事、元社団法人日本プロテニス協会会長（現・名誉顧問）。
衆議院議員（5期）、参議院議員（4期）、運輸大臣（第73代）、大蔵政務次官（第3次中曽根内閣）、参議院大蔵委員長、衆議院議院運営委員長、衆議院予算委員長、参議院懲罰委員長、自由民主党参議院国会対策委員長、日本維新の会国会議員団総務会長兼選挙対策委員長、次世代の党総務会長兼選挙対策委員長、同顧問などを歴任。

## 来歴・人物

### 生い立ち
1943年、東京府（のちの東京都）にて、新日本製鐵副社長や参議院議員をつとめた藤井丙午の三男として生まれた。岐阜県白川町出身。
1965年3月、成城大学経済学部卒業。同年4月、アラビア石油株式会社入社。1971年より2年間カタール石油株式会社に出向し、カタールで石油開発事業に従事。1973年、アラビア石油株式会社に復帰し、水野惣平社長秘書として勤務。
12年間のサラリーマン生活を経て、1977年に退社し父である参議院議員・丙午の秘書となる。

### 自民党時代
1980年12月14日、父の藤井丙午が議員任期中に死去。これに伴って1981年2月1日に行われた参議院岐阜県選挙区補欠選挙に自民党新人として立候補し初当選。1986年7月の参議院議員2期目当選。第3次中曽根内閣で大蔵政務次官。
1989年、衆議院・旧岐阜2区への鞍替えを目論む。ところが同年7月の第15回参議院議員通常選挙で自民党現職の杉山令肇が連合の会公認の高井和伸に敗れたため、非改選だった藤井は鞍替えを断念した。1992年7月に参議院議員3期目当選を果たし、参議院自民党国会対策委員長等の要職を歴任した。
1993年6月18日、参議院議員を辞職し同年7月の第40回衆議院議員総選挙に旧岐阜2区から鞍替え出馬、衆議院議員に当選する。以後4期連続当選。ただし、1996年の小選挙区制導入後は岐阜4区で重複する同じ自民党の金子一義とコスタリカ方式をとり、2000年の第42回衆議院議員総選挙では比例東海ブロックから比例区のみでの立候補者として自民党の1位（単独）で当選した。
1997年9月の第2次橋本改造内閣で運輸大臣、続く衆議院議院運営委員長在任時には、ゼネコン汚職事件で二審有罪判決（懲役1年6ヶ月、追徴金1000万円）が出た中村喜四郎への議員辞職勧告決議の本会議上程の採決が2001年5月18日に委員会で可否同数になった時、委員長決裁で否決とした。
予算委員長などを歴任する。2003年9月には野中広務の支援により、現職の総裁・小泉純一郎の再選を阻止するため、橋本派（平成研究会）の候補として党総裁選に立候補する。しかし、橋本派では藤井の兄貴分である村岡兼造や、参議院の実力者である青木幹雄らが小泉再選を支持し、派閥が分裂、小泉に敗れた。

### 郵政国会以降
2005年7月5日、郵政国会で反対票を投じた。このため同年9月11日の第44回衆議院議員総選挙では自由民主党の公認を得られず無所属で出馬。同党公認で出馬した金子に惜敗。その後自民党から正式に離党勧告処分が下り、離党する（野田聖子・佐藤ゆかり・金子一義・古屋圭司・松田岩夫の項も参照）。
2006年11月、「自由民主党に復党し、2007年の参議院選挙に出馬し、参議院に鞍替えする」と報道されたが、郵政造反組復党問題に絡み現職議員以外の復党は参院選終了後まで認めないと党は決定したため、結局無所属で自民党の推薦を受けて出馬することとなった。
2人区の岐阜県選挙区の2007年改選の議員に大野つや子がいたために、自民党岐阜県連は大野を公認候補とし、藤井を推薦候補としようとしたが、同士討ちが予想されたため大野が反発。しかし、2月に大野が2007年参議院選挙に立候補をせずに引退することを表明したため、岐阜県選挙区の与党系候補は藤井に統一された。2007年参議院選挙では、農村・山間部の保守層を中心に支持を集め、トップ当選。同年8月1日、自民党は、2007年参議院議員選挙で大敗したため欠員が生じている同党の党紀委員会の審査を経ずに、委員長・笹川尭の職権で仮復党を認めた。同年9月7日、党紀委員会で正式に復党が認められ、古巣の津島派に復帰した。2009年9月、参議院懲罰委員長に就任。

### 自民党離党
2010年4月8日、自民党総裁の谷垣禎一に直接会って離党届を提出し、同年4月10日に結党されたたちあがれ日本に参加、党参議院会長に就任。自民党会派を離脱したことを受けて、同年4月14日に参議院懲罰委員長を辞任した。自民党宛の離党届は同年4月27日の党紀委員会で了承された。
2012年12月の第46回衆議院議員総選挙において参議院議員から鞍替えし、比例東海ブロックの日本維新の会からの出馬を表明した。
同年12月4日、第46回衆議院議員総選挙の公示を受けて比例東海ブロックへ日本維新の会から単独立候補1位として出馬し、公職選挙法の規定により参議院議員を退職（失職）。選挙の結果、衆議院議員に当選した。維新では国会議員団総務会長兼国会議員団選挙対策委員長を務めた。なお、日本維新の会執行役員で総務会長を務めていた大阪府議会議員の東徹は2013年の参議院議員選挙で当選し、参議院議員となったが、国会議員団総務会長は引き続き藤井が務めた。
2014年日本維新の会の分党にともない次世代の党に参加。
同年12月14日、第47回衆議院議員総選挙に比例東海ブロックへ次世代の党から単独立候補1位として出馬したが、落選。

### 自民党復党
2015年9月28日、自民党岐阜県連に復党願を提出。2016年3月、自民党は復党を認める方針を示した。その後、3月22日に復党が了承された。
2017年、第48回衆議院議員総選挙に自由民主党より比例東海ブロック33位で出馬したが、名簿順1位の候補者が全員当選しきらなかったために落選した。選挙後、今後の国政選挙に立候補せず引退する意向が報じられた。
2018年春の叙勲で旭日大綬章を受章。

## 政策
- 憲法9条の改正に賛成[9]。
- 集団的自衛権の行使に賛成[9]。
- 「道徳」を小中学校の授業で教える事に賛成[9]。
- カジノの解禁に賛成[9]。
- 原発は日本に必要としている[9]。
- 首相の靖国神社参拝を問題ないとしている[9]。
- 「村山談話」及び「河野談話」を見直すべきとしている[9]。
- 特定秘密保護法を必要としている[9]。
- 国民の負担を増やしてでも年金の給付を維持すべきしている[9]。
- ヘイトスピーチを法律で規制することに賛成[9]。
- 選択的夫婦別姓制度に反対[10]。
- 2011年11月7日、「TPP交渉参加に慎重な対応を求める議員集会」に出席した[11]。

## 政治資金問題
- 日本共産党の機関紙しんぶん赤旗に消費者金融業界の政治団体「全国貸金業政治連盟」（全政連）からパーティー券購入などにより資金提供を受けていると報じられたが、本人は無回答である[12]。
- 道路特定財源を資金源とする道路運送経営研究会（道路特定財源の一般財源化に反対している）から献金を受けている[13]。

### 西松建設事件
- 準大手ゼネコンの西松建設から、同社のOBらを代表とした政治団体（『新政治問題研究会』・『未来産業研究会』）を通して多額の政治献金を受けていた[14]。藤井側は「法律上問題なら返還を検討する」としている[15]。

## 主な所属団体・議員連盟
- 天皇陛下御即位二十年奉祝国会議員連盟（常任幹事・実行委員長代理）
- 日華議員懇談会（幹事長）
- ラグビーワールドカップ2019日本大会成功議員連盟（幹事）
- 神道政治連盟国会議員懇談会
- 国際観光産業振興議員連盟
- 山の日制定議員連盟

## 選挙歴
| 当落 | 選挙                     | 執行日         | 年齢 | 選挙区       | 政党         | 得票数     | 得票率 | 定数 | 得票順位 /候補者数 | 政党内比例順位 /政党当選者数 |
| ---- | ------------------------ | -------------- | ---- | ------------ | ------------ | ---------- | ------ | ---- | ------------------ | ---------------------------- |
| 当   | 第12回参議院議員補欠選挙 | 1981年2月1日   | 37   | 岐阜県選挙区 | 自由民主党   | 41万4753票 | 55.32% | 1    | 1/3                | /                            |
| 当   | 第14回参議院議員通常選挙 | 1986年07月06日 | 43   | 岐阜県選挙区 | 自由民主党   | 65万4042票 | 61.63% | 1    | 1/3                | /                            |
| 当   | 第16回参議院議員通常選挙 | 1992年07月26日 | 49   | 岐阜県選挙区 | 自由民主党   | 48万9640票 | 59.52% | 1    | 1/4                | /                            |
| 当   | 第40回衆議院議員総選挙   | 1993年07月18日 | 50   | 旧岐阜2区    | 自由民主党   | 9万7714票  | 21.98% | 4    | 1/6                | /                            |
| 当   | 第41回衆議院議員総選挙   | 1996年10月20日 | 53   | 岐阜4区      | 自由民主党   | 13万1976票 | 58.09% | 1    | 1/3                | /                            |
| 当   | 第42回衆議院議員総選挙   | 2000年06月25日 | 57   | 比例東海     | 自由民主党   | ー票       | ー     | 21   | ー/ー              | 1/7                          |
| 当   | 第43回衆議院議員総選挙   | 2003年11月09日 | 60   | 岐阜4区      | 自由民主党   | 15万6179票 | 63.82% | 1    | 1/3                | /                            |
| 落   | 第44回衆議院議員総選挙   | 2005年09月11日 | 62   | 岐阜4区      | 無所属       | 9万8419票  | 35.93% | 1    | 2/4                | /                            |
| 当   | 第21回参議院議員通常選挙 | 2007年07月29日 | 64   | 岐阜県選挙区 | 無所属       | 46万6008票 | 46.10% | 2    | 1/3                | /                            |
| 当   | 第46回衆議院議員総選挙   | 2012年12月16日 | 69   | 比例東海     | 日本維新の会 | ー票       | ー     | 21   | ー/ー              | 1/4                          |
| 落   | 第47回衆議院議員総選挙   | 2014年12月14日 | 71   | 比例東海     | 次世代の党   | ー票       | ー     | 21   | ー/ー              | 1/0                          |
| 落   | 第48回衆議院議員総選挙   | 2017年10月22日 | 74   | 比例東海     | 自由民主党   | ー票       | ー     | 21   | ー/ー              | 14/8                         |